# Rappenberg (Pfreimd)
Rappenberg ist ein Ortsteil der Stadt Pfreimd im Oberpfälzer Landkreis Schwandorf (Bayern).

## Geografie
Rappenberg liegt 4,4 Kilometer östlich von Pfreimd und 1,6 Kilometer südlich der Staatsstraße 2157.

## Geschichte

### 12. bis 18. Jahrhundert
Seit dem Jahr 1150 hatte das Kloster Ensdorf Güter in Rappenberg (auch: Rapotenberg, Raegkenberg, Rackenberg, Rakenberg). 1150 schenkte ein gewisser Berengar ein Gut in Rappenberg an das Kloster Ensdorf. 1299 tauschten die Gebrüder Paulsdorfer einen Hof in Rappenberg mit dem Kloster. 1382 und 1501 wurde Rappenberg in Zusammenhang mit Erbrechtsübergaben erwähnt.
1399 verkaufte Margareta, Herzogin zu Falkenberg und Landgräfin zu Leuchtenberg ihr Gut in Rappenberg an Rupprecht den Kastner zu Nabburg für 35 Pfund Amberger Pfennige.
1534 kaufte Georg von Prandt drei Güter in Löffelsberg und Rappenberg von Hans Sazenhofer von Fuchsberg. Sie gehörten ihm noch 1546 als leuchtenbergisches Lehen. Er konnte sie auch behalten, obwohl mehrfach versucht wurde, ihm diese Güter durch Gerichtsprozesse wegzunehmen. Zu diesen Gerichtsprozessen kam es wegen der Verfehlungen Prandts auf der Weiherner Blutkirchweih.
In den Steuerbüchern wurde Rappenberg häufig zusammen mit Löffelsberg veranlagt.
Ende des 16. Jahrhunderts wurde zweimal jährlich die Türkenhilfe erhoben. Rappenberg ist im Verzeichnis der Reichs- und Türkenhilfe von 1595 verzeichnet mit 2 Untertanen und einer Abgabe von 2 Gulden 31 Kreuzern 1 Pfennig. Im Amtsverzeichnis von 1596 erschien Rappenberg mit einem Halbhof. Im Türkensteueranlagsbuch von 1606 waren für Rappenberg ein Gut, 2 Ochsen, 4 Kühe, 2 Rinder, 3 Schweine, 15 Schafe und eine Steuer von 2 Gulden und 23 Kreuzer eingetragen.
Im Steuerbuch von 1630 war Rappenberg mit einem Gut, 4 Ochsen, 3 Kühen, 3 Rindern, 1 Kalb, 3 Frischlingen und einer Steuer von 2 Gulden 36 Kreuzer 1 Pfennig zur frei-eigenen Hofmark Gleiritsch aufgeführt und mit 2 Höfen, 10 Ochsen, 6 Kühen, 7 Rindern, 1 Schwein, 3 Frischlingen, 2 Ziegen und einer Steuer von 8 Gulden 23½ Kreuzer zur Hofmark Stein.
Im Jahre 1755 verkauften Aloys Bonaventura Graf von Kreuth und dessen Frau Maria Franziska den Besitz auf Stein für 22.000 Gulden an den Regierungsrat und Obmann der Judenschaft in Sulzbach, Joseph Ignati Corbinian von Korb und dessen Ehefrau Maria Catharina Francisca, geborene von Haan. 1756 wurde bei der Immission von Korbs ein neues Salbuch erstellt. In diesem Salbuch war Rappenberg mit 2 Allodialuntertanen aufgeführt.
In einem Rechenschaftsbericht aus dem Jahr 1718 wurden für Rappenberg 4 Untertanen erwähnt, die seit 1597 zur Hofmark Weihern gehörten.
Im Herdstättenbuch von 1721 erschien Rappenberg mit 2 Anwesen, 2 Häusern und 2 Feuerstätten, zusätzlich zur frei-eigenen Hofmark Gleiritsch 1 Anwesen, 1 Haus, 1 Feuerstätte und zur Hofmark Stein 2 Anwesen, 2 Häusern und 2 Feuerstätten. Im Herdstättenbuch von 1762 mit 2 Herdstätten, kein Inwohner und 1 Herdstätte im Hirtenhaus ein Inwohner, zusätzlich zur frei-eigenen Hofmark Gleiritsch 1 Herdstätte, 1 Inwohner und zur Hofmark Stein 3 Herdstätten, 1 Inwohner.

### 19. bis 21. Jahrhundert
Als Eigentümer und Höfe in Rappenberg wurden für 1808 genannt:
- Andreas und Thomas Österreicher
- Georg Schreyer
- Reishof, Inhaber Martin Plöth
- Railhof, Inhaber Johann Rail
- Neubauernhof, Inhaber Johann Herrmann
- Riesenhof, Inhaber Peter Lippert
- Kellanderhof, Inhaber Martin Greiner
- Paßlerhof, Inhaber Thomas Bartman
- Girglhof, Inhaber Samuel Plank
- Bartlhof, Inhaber die Veit Lippertsche Witwe
- beim Girtl, Inhaber Jakob Kraus
- beim Schneider, Inhaber Thomas Schmidl[9]

1808 begann in Folge des Organischen Ediktes des Innenministers Maximilian von Montgelas in Bayern die Bildung von Gemeinden. Dabei wurde das Landgericht Nabburg zunächst in landgerichtische Obmannschaften geteilt. Rappenberg kam zur Obmannschaft Hohentreswitz. Zur Obmannschaft Hohentreswitz gehörten: Hohentreswitz, Söllitz, Stein, Gnötzendorf, Oberpfreimd, Weihern, Rappenberg, Löffelsberg, Aspachmühle, Stelzlmühle und die „Stadt Pfreimd mit den unmittelbar ämtischen Untertanen“.
Dann wurden 1811 in Bayern Steuerdistrikte gebildet. Dabei kam Rappenberg zum Steuerdistrikt Hohentreswitz. Der Steuerdistrikt Hohentreswitz bestand aus den Dörfern Hohentreswitz mit dem von Kargschen Schloss und Rappenberg, dem Weiler Löffelsberg, den Einöden Aspachmühle, Stelzlmühle und Götzenmühle und der Waldung Rappenberger Höllengrund. Er hatte 46 Häuser, 305 Seelen, 200 Morgen Äcker, 35 Morgen Wiesen, 50 Morgen Holz, 1 Weiher, 25 Morgen öde Gründe und Wege, 1 Pferd, 80 Ochsen, 40 Kühe, 30 Stück Jungvieh, 40 Schafe und 15 Schweine.
Schließlich wurde 1818 mit dem Zweiten Gemeindeedikt die übertriebene Zentralisierung weitgehend rückgängig gemacht und es wurden relativ selbständige Landgemeinden mit eigenem Vermögen gebildet, über das sie frei verfügen konnten. Hierbei kam Rappenberg zur Ruralgemeinde Pamsendorf. Die Gemeinde Pamsendorf bestand aus den Ortschaften Pamsendorf mit 20 Familien, Trefnitz mit 10 Familien, Fuchsendorf mit 10 Familien, Bornmühle mit 2 Familien, Tauchersdorf mit 10 Familien, Wiesensüß mit 7 Familien, Kurmhof mit 2 Familien, Oberpfreimd mit 16 Familien, Rappenberg mit 12 Familien und Löffelsberg mit 7 Familien. Die Gemeinde Pamsendorf wurde 1971 in die Gemeinde Hohentreswitz eingegliedert. Die Gemeinde Hohentreswitz wurde 1978 in die Gemeinde Pfreimd eingegliedert. Ausnahmen: Häuslberg und Trefnitz kamen zu Guteneck und Grubhof, Tauchersdorf und Wiesensüß kamen zu Nabburg.
Rappenberg gehört zur Nebenkirche Pamsendorf der Pfarrei Hohentreswitz. 1997 hatte Rappenberg 43 Katholiken. Anfang des 21. Jahrhunderts wurde aus den Pfarreien Trausnitz, Hohentreswitz und Weihern die Pfarreiengemeinschaft Trausnitz mit Hohentreswitz und Weihern gebildet.

## Einwohnerentwicklung ab 1819
| Jahr | Einwohner   | Gebäude |
| ---- | ----------- | ------- |
| 1819 | 12 Familien | k. A.   |
| 1828 | 56          | 10      |
| 1838 | 82          | 11      |
| 1864 | 73          | 45      |
| 1875 | 71          | 47      |
| 1885 | 71          | 12      |
| 1900 | 75          | 11      |
| 1913 | 83          | 10      |

| Jahr | Einwohner | Gebäude |
| ---- | --------- | ------- |
| 1925 | 61        | 10      |
| 1950 | 62        | 10      |
| 1961 | 44        | 9       |
| 1964 | 44        | 9       |
| 1970 | 57        | k. A.   |
| 1987 | 43        | 9       |
| 2011 | 40        | k. A.   |